# Бен Ганн (Остров сокровищ)
Бенджамин «Бен» Ганн (англ. Benjamin "Ben" Gunn) — персонаж романа шотландского писателя Роберта Льюиса Стивенсона «Остров сокровищ», написанного в 1883 году.

## Остров сокровищ
Бывший пират, плавал на корабле «Морж». После смерти капитана Флинта плавал на другом пиратском корабле, но поссорился с матросами и в наказание был оставлен на Острове сокровищ. Во время трёх лет жизни на острове раскаялся в своих преступлениях; нашёл основную часть сокровищ Флинта и перенёс их в свою пещеру. Во время своего пребывания на острове соорудил челнок, на котором позже Джим Хокинс сумел доплыть до «Эспаньолы». Во время высадки Сильвера и его людей на остров, ночью подкрался к их лагерю и убил одного из пиратов.
Когда разъярённые пираты нападают на Сильвера и Джима, Бен Ганн, вместе с доктором Ливси и Абрахамом Греем, из засады стреляет в пиратов, убивая двоих и обратив в бегство других.
Оказавшись в Англии, Ганн ухитряется потратить свою часть сокровищ всего за девятнадцать дней, и он становится привратником в парке поместья Сквайра Трелони.

## Продолжения
Персонаж Стивенсона стал главным героем романов «Золото Порто-Белло» (Porto Bello Gold, 1924) A. Д. Х. Смита и «Приключения Бена Ганна» (The Adventures of Ben Gunn, 1956) Р. Ф. Делдерфилда.